# Élections législatives luxembourgeoises de 1999
Les élections législatives de 1999 (en luxembourgeois : Chamberwale vum 13. Juni 1999 et en allemand : Kammerwahl vom 13. Juni 1999) ont eu lieu le 13 juin 1999 afin de désigner les soixante députés de la législature 1999-2004 de la Chambre des députés du Luxembourg.

## Contexte
À la suite des élections générales de juin 1994, le Premier ministre, Jacques Santer, est remplacé à ce poste par Jean-Claude Juncker en janvier 1995 après son élection à la présidence de la Commission de l'Union européenne. Il procède peu de temps après à un remaniement ministériel.
Comme à l'accoutumée, les élections législatives de 1999 ont eu lieu en même temps que le choix des représentants du Luxembourg au Parlement européen. Le gouvernement de coalition sortant, composé du Parti chrétien-social (CSV) et du Parti ouvrier socialiste (LSAP), avait de nouveau pour principal concurrent le Parti démocrate libéral (DP). Le débat a été axé sur un projet controversé de réforme du régime des pensions, l'opposition appelant, pour sa part, à un changement après 15 ans de gouvernement de cette coalition. Le jour du scrutin, les chrétiens-sociaux, sous la conduite de Juncker, ont conservé leur position de premier parti à la Chambre des députés malgré une perte de deux sièges ; quant au DP de Lydie Polfer, il a ravi, avec un gain de trois nouveaux sièges, la place de second au LSAP du Vice-Premier ministre, Jacques Poos. Sur la base de ce résultat, Juncker forme avec les démocrates un nouveau gouvernement de coalition début août à la demande du Grand-Duc Jean. Le nouveau gouvernement est officiellement investi le 7 août.

## Organisation

### Mode de scrutin
| Circonscriptions    | Députés | Carte                                   |
| ------------------- | ------- | --------------------------------------- |
| Sud                 | 23      | \| Sud Est Centre Nord \|               |
| Est                 | 7       | \| Sud Est Centre Nord \|               |
| Centre              | 21      | \| Sud Est Centre Nord \|               |
| Nord                | 9       | \| Sud Est Centre Nord \|               |
|                     |         |                                         |
| Total               | 60      | Carte des circonscriptions électorales. |
| Sud Est Centre Nord |         |                                         |

Le Luxembourg est doté d'un parlement monocameral, la Chambre des députés dont les 60 membres sont élus au scrutin proportionnel plurinominal de liste avec possibilité d'un panachage et d'un vote préférentiel. La répartition des sièges est faite selon la méthode Hagenbach-Bishoff dans quatre circonscriptions plurinominales — Sud, Centre, Nord et Est — dotées respectivement de 23, 21, 9 et 7 députés. Il n'est pas fait recours à un seuil électoral.

## Résultats

### Résultats nationaux
|                        |                                                                  |           |       |      |        |               |  |  |  |  |  |  |  |  |
| Partis                 | Partis                                                           | Voix      | %     | +/-  | Sièges | +/-           |  |  |  |  |  |  |  |  |
|                        | Parti populaire chrétien-social (CSV)                            | 870 985   | 29,73 | 0,02 | 19     | 2             |  |  |  |  |  |  |  |  |
|                        | Parti ouvrier socialiste luxembourgeois (LSAP)                   | 695 718   | 23,75 | 2,95 | 13     | 4             |  |  |  |  |  |  |  |  |
|                        | Parti démocratique (DP)                                          | 632 707   | 21,59 | 3,24 | 15     | 3             |  |  |  |  |  |  |  |  |
|                        | Comité d'action pour la démocratie et des retraites justes (ADR) | 303 734   | 10,37 | 2,20 | 7      | 2             |  |  |  |  |  |  |  |  |
|                        | Les Verts (Gréng)                                                | 266 644   | 9,10  | 1,08 | 5      | en stagnation |  |  |  |  |  |  |  |  |
|                        | La Gauche (Lénk)                                                 | 110 274   | 3,76  | 3,76 | 1      | 1             |  |  |  |  |  |  |  |  |
|                        | Alliance verte et libérale (GaL)                                 | 32 014    | 1,09  | 1,09 | 0      | Nv.           |  |  |  |  |  |  |  |  |
|                        | Le Contribuable (Steierzueler)                                   | 12 543    | 0,43  | 0,43 | 0      | Nv.           |  |  |  |  |  |  |  |  |
|                        | Parti du troisième âge (3. Alter)                                | 5 382     | 0,18  | 0,18 | 0      | Nv.           |  |  |  |  |  |  |  |  |
| Total des voix         | Total des voix                                                   | 2 930 001 | 100   |      |        |               |  |  |  |  |  |  |  |  |
|                        |                                                                  |           |       |      |        |               |  |  |  |  |  |  |  |  |
| Votes valides          | Votes valides                                                    | 178 880   | 93,52 |      |        |               |  |  |  |  |  |  |  |  |
| Votes blancs et nuls   | Votes blancs et nuls                                             | 12 387    | 6,48  |      |        |               |  |  |  |  |  |  |  |  |
| Total                  | Total                                                            | 191 267   | 100   | -    | 60     | en stagnation |  |  |  |  |  |  |  |  |
| Abstentions            | Abstentions                                                      | 29 836    | 13,49 |      |        |               |  |  |  |  |  |  |  |  |
| Inscrits/Participation | Inscrits/Participation                                           | 221 103   | 86,51 |      |        |               |  |  |  |  |  |  |  |  |

### Résultats par circonscription
| Circonscriptions         | Circonscriptions         | Sud       | Sud       | Sud    | Sud           | Est     | Est     | Est    | Est           | Centre  | Centre  | Centre | Centre        | Nord    | Nord    | Nord   | Nord          |
| ------------------------ | ------------------------ | --------- | --------- | ------ | ------------- | ------- | ------- | ------ | ------------- | ------- | ------- | ------ | ------------- | ------- | ------- | ------ | ------------- |
|                          |                          |           |           |        |               |         |         |        |               |         |         |        |               |         |         |        |               |
| Sièges                   | Sièges                   | 23        | 23        | 23     | en stagnation | 7       | 7       | 7      | en stagnation | 21      | 21      | 21     | en stagnation | 9       | 9       | 9      | en stagnation |
|                          |                          |           |           |        |               |         |         |        |               |         |         |        |               |         |         |        |               |
|                          |                          | Nombre    | Nombre    | %      | %             | Nombre  | Nombre  | %      | %             | Nombre  | Nombre  | %      | %             | Nombre  | Nombre  | %      | %             |
| Total des voix           | Total des voix           | 1 528 249 | 1 528 249 | 100,00 | 100,00        | 150 270 | 150 270 | 100,00 | 100,00        | 993 419 | 993 419 | 100,00 | 100,00        | 258 063 | 258 063 | 100,00 | 100,00        |
| Valides                  | Valides                  | 73 547    | 73 547    | 93,19  | 93,19         | 22 690  | 22 690  | 93,68  | 93,68         | 51 913  | 51 913  | 93,58  | 93,58         | 30 730  | 30 730  | 94,11  | 94,11         |
| Blancs et nuls           | Blancs et nuls           | 5 373     | 5 373     | 6,81   | 6,81          | 1 532   | 1 532   | 6,33   | 6,33          | 3 559   | 3 559   | 6,42   | 6,42          | 1 923   | 1 923   | 5,89   | 5,89          |
| Votants                  | Votants                  | 78 920    | 78 920    | 100,00 | 100,00        | 24 222  | 24 222  | 100,00 | 100,00        | 55 472  | 55 472  | 100,00 | 100,00        | 32 653  | 32 653  | 100,00 | 100,00        |
| Abstentions              | Abstentions              | 13 339    | 13 339    | 14,46  | 14,46         | 3 981   | 3 981   | 14,12  | 14,12         | 7 906   | 7 906   | 12,47  | 12,47         | 4 610   | 4 610   | 12,37  | 12,37         |
| Inscrits / Participation | Inscrits / Participation | 92 259    | 92 259    | 85,54  | 85,54         | 28 203  | 28 203  | 85,88  | 85,88         | 63 378  | 63 378  | 87,53  | 87,53         | 37 263  | 37 263  | 87,63  | 87,63         |
|                          |                          |           |           |        |               |         |         |        |               |         |         |        |               |         |         |        |               |
| Partis                   | Partis                   | Voix      | %         | Sièges | +/−           | Voix    | %       | Sièges | +/−           | Voix    | %       | Sièges | +/−           | Voix    | %       | Sièges | +/−           |
|                          | CSV                      | 462 998   | 30,30     | 7      | 1             | 48 765  | 32,45   | 3      | en stagnation | 278 580 | 28,04   | 6      | 1             | 80 642  | 31,25   | 3      | en stagnation |
|                          | DP                       | 234 772   | 15,36     | 4      | 1             | 36 935  | 24,58   | 2      | 1             | 298 629 | 30,06   | 7      | 1             | 62 371  | 24,17   | 2      | en stagnation |
|                          | LSAP                     | 454 940   | 29,77     | 7      | 2             | 27 037  | 17,99   | 1      | 1             | 171 116 | 17,23   | 4      | en stagnation | 42 625  | 16,52   | 1      | 1             |
|                          | ADR                      | 145 886   | 9,55      | 2      | 1             | 20 358  | 13,58   | 1      | en stagnation | 94 343  | 9,50    | 2      | en stagnation | 43 147  | 16,72   | 2      | 1             |
|                          | Gréng                    | 133 980   | 8,77      | 2      | en stagnation | 13 047  | 8,65    | 0      | en stagnation | 95 977  | 9,66    | 2      | en stagnation | 23 640  | 9,16    | 1      | en stagnation |
|                          | Lénk                     | 76 174    | 4,98      | 1      | 1             | 2 448   | 1,63    | 0      | Nv            | 27 999  | 2,82    | 0      | Nv            | 3 653   | 1,41    | 0      | Nv            |
|                          | GaL                      | 14 117    | 0,92      | 0      | Nv            | 1 680   | 1,12    | 0      | Nv            | 14 232  | 1,43    | 0      | Nv            | 1 985   | 0,77    | 0      | Nv            |
|                          | Steierzueler             |           |           |        |               |         |         |        |               | 12 543  | 1,26    | 0      | Nv            |         |         |        |               |
|                          | 3. Alter                 | 5 382     | 0,35      | 0      | Nv            |         |         |        |               |         |         |        |               |         |         |        |               |

### Composition de la Chambre des députés
| Sud | Est | Centre | Nord |
| --- | --- | --- | --- |
| 1. Jean Asselborn (LSAP) 2. Mars Di Bartolomeo (LSAP) 3. Eugène Berger (DP) 4. François Biltgen (CSV) 5. Alex Bodry (LSAP) 6. Lydie Err (LSAP) 7. Robert Garcia (Gréng) 8. Gast Gibéryen (ADR) 9. Marcel Glesener (CSV) 10. Gusty Graas (DP) 11. Henri Grethen (DP) 12. Jean-Marie Halsdorf (CSV) 13. André Hoffmann (Lénk) 14. Jean Huss (Gréng) 15. Aly Jaerling (ADR) 16. Jean-Claude Juncker (CSV) 17. Lucien Lux (LSAP) 18. Jacques Poos (LSAP) 19. John Schummer (DP) 20. Jean Spautz (CSV) 21. Nelly Stein (CSV) 22. Michel Wolter (CSV) 23. Marc Zanussi (LSAP) | 1. Fernand Boden (CSV) 2. Lucien Clement (CSV) 3. Marie-Josée Meyers-Frank (CSV) 4. Roby Mehlen (ADR) 5. Maggy Nagel (DP) 6. Jos Scheuer (LSAP) 7. Carlo Wagner (DP) | 1. François Bausch (Gréng) 2. Niki Bettendorf (DP) 3. Willy Bourg (CSV) 4. Anne Brasseur (DP) 5. Ben Fayot (LSAP) 6. Colette Flesch (DP) 7. Luc Frieden (CSV) 8. Fernand Greisen (ADR) 9. Paul Helminger (DP) 10. Jacques-Yves Henckes (ADR) 11. Jeannot Krecké (LSAP) 12. Alex Krieps (DP) 13. Robert Goebbels (LSAP) 14. Lydie Polfer (DP) 15. Viviane Reding (CSV) 16. Jean-Paul Rippinger (DP) 17. Erna Hennicot-Schoepges (CSV) 18. Mady Delvaux-Stehres (LSAP) 19. Alphonse Theis (CSV) 20. Renée Wagener (Gréng) 21. Claude Wiseler (CSV) | 1. Emile Calmes (DP) 2. Jean Colombera (ADR) 3. Camille Gira (Gréng) 4. Charles Goerens (DP) 5. Marie-Josée Jacobs (CSV) 6. Jean-Pierre Koepp (ADR) 7. Marco Schank (CSV) 8. Lucien Weiler (CSV) 9. Georges Wohlfart (LSAP) |